# トウアズキ
トウアズキ（唐小豆、Abrus precatorius）はマメ亜科のつる性多年草または木本。種子が赤く美しいので装飾用などに使われるが、この種子は猛毒を持つことでも知られる。
英語では jequirityと呼ばれており、他にも Crab's eye、 rosary pea、 John Crow Bead 、precatory bean 、Indian licorice 、Akar Saga、gidee gidee、Black-Eye Susanと呼ばれている。また、トリニダード・トバゴ ではJumbie beadと呼ばれている。

## 分布・生育環境
東南アジア（熱帯アジア）原産で、他の熱帯地域や広く栽培され、あるいは野生化している。日本では八重山諸島に野生化している。本来の分布域は熱帯アフリカとみられている。

## 形態・生態
つる性の小高木で、高さは3 - 5メートル (m) になる。葉は偶数羽状複葉で小葉は10 – 20対ある。葉腋から伸ばした短い花柄の先端に、総状花序をつける。花は淡紅色の蝶形花で、長さ1 - 1.5センチメートル (cm) 、多数が密生して咲く。果実（豆果）は長方形で、長さ3 - 4 cm、中に3 - 7個の紅色の種子がある。種子は卵形から丸形の楕円形で、光沢があり、基部は黒い。染色体数 2 n=22。

## 利用
種子は赤く美しいので、古くから装飾用ビーズやネックレス、マラカスのような楽器の材料に使われた。古くはインドやマレー半島で、この種子の重さで金の重さを量ったこともある。最も重要な用途としては、仏教徒の数珠や、ネックレスなどの装身具の製造である。
アフリカでは葉や根の甘味を利用することがあるというが、種子にはアブリンという毒性タンパク質がある。これはトウゴマ種子に含まれるリシンと同様、リボゾームにおけるタンパク質生合成を妨害する。経口摂取でも変性しないため猛毒性を示す。また、毒性は煮るとなくなるともいわれるので、アフリカやインドで食用にされることもあるが、多量に食べると頭痛が起こるといわれる。
有毒植物であるが、中国では種子を相思子（そうしし）の名で薬用にすることもあり、駆虫、頭痛、皮膚病に用いる。インドネシアでは、葉を Daun Saga と称し、下痢、扁桃炎、鷲口瘡、痔に用いる。また、白い種子をつける変種はシッダたちの間で媚薬として用いられた。

## ギャラリー

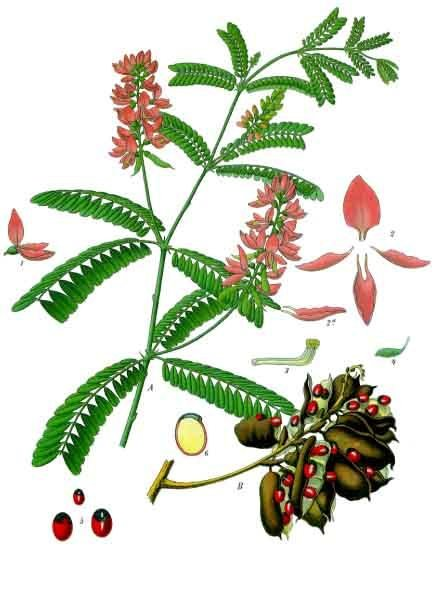
フランツ・ケーラーの Medicinal-Plantsより。
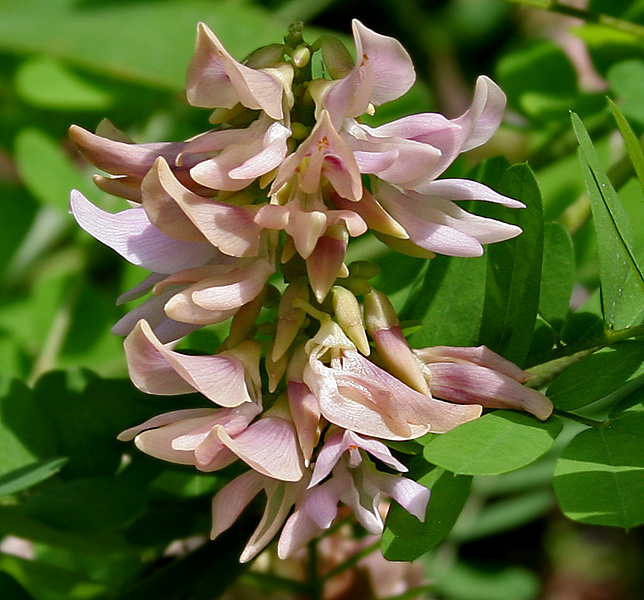
花
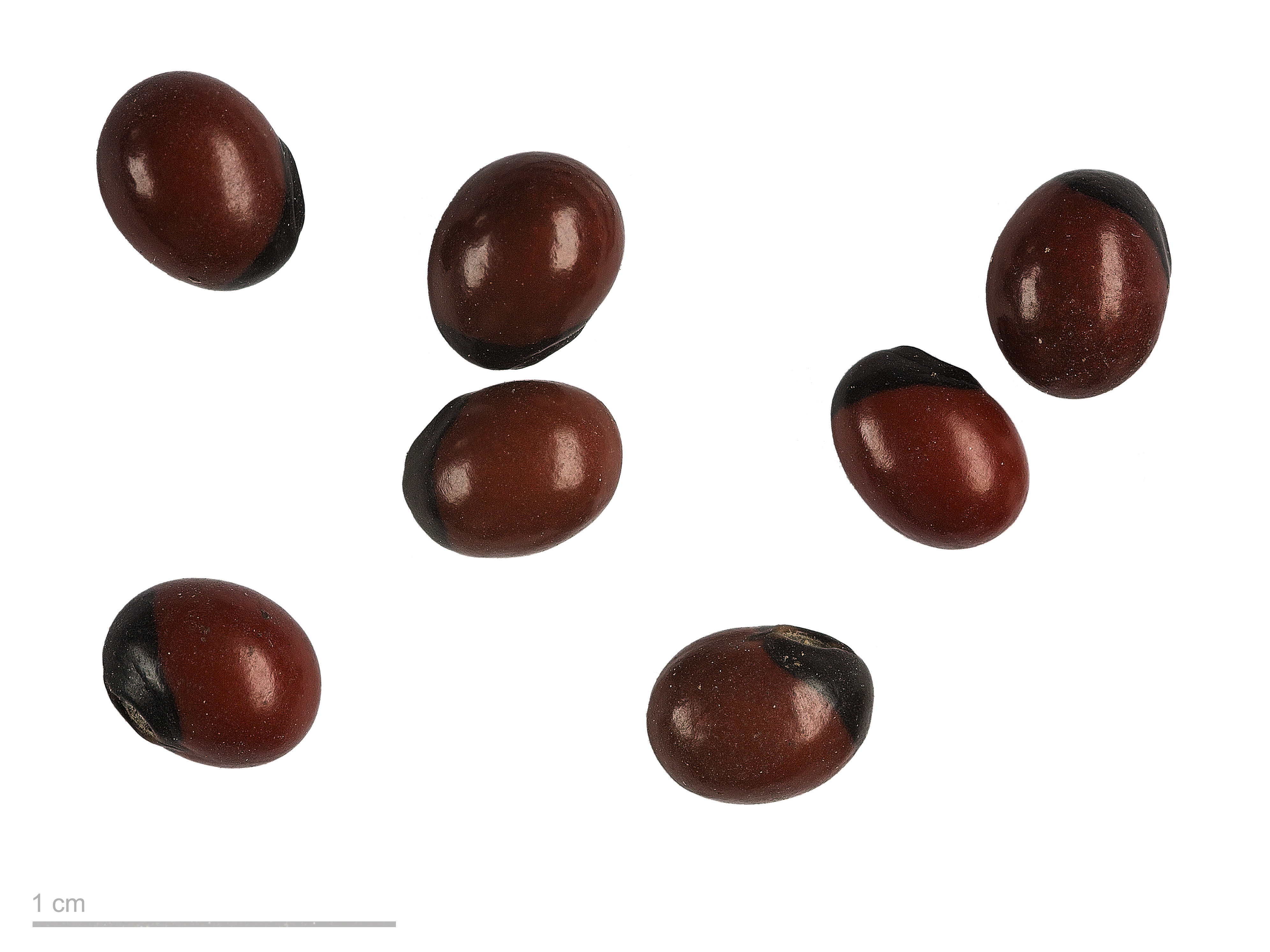
Abrus precatorius - Museum specimen
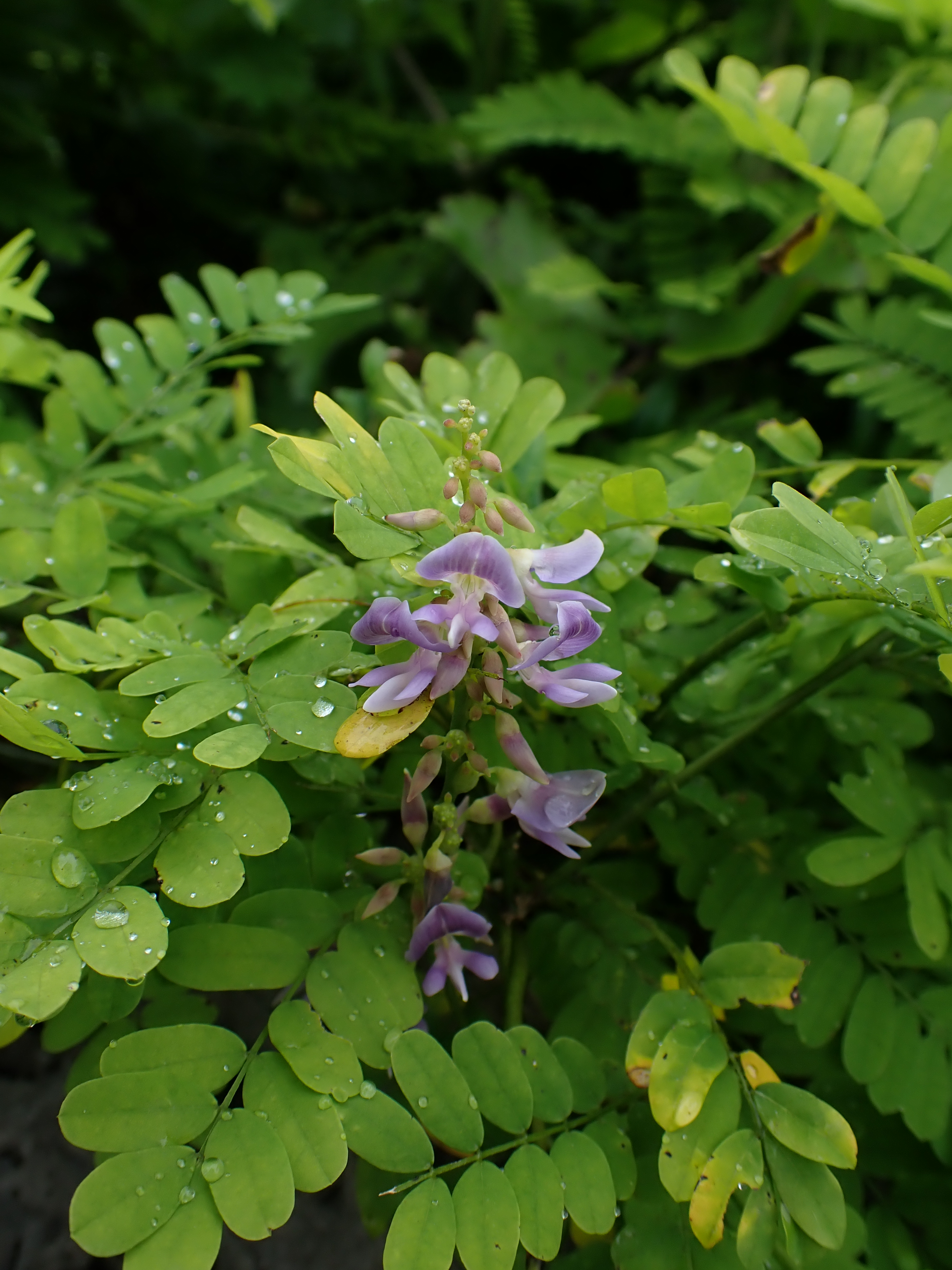
トウアズキの花（熱帯・亜熱帯都市緑化植物園 植栽）
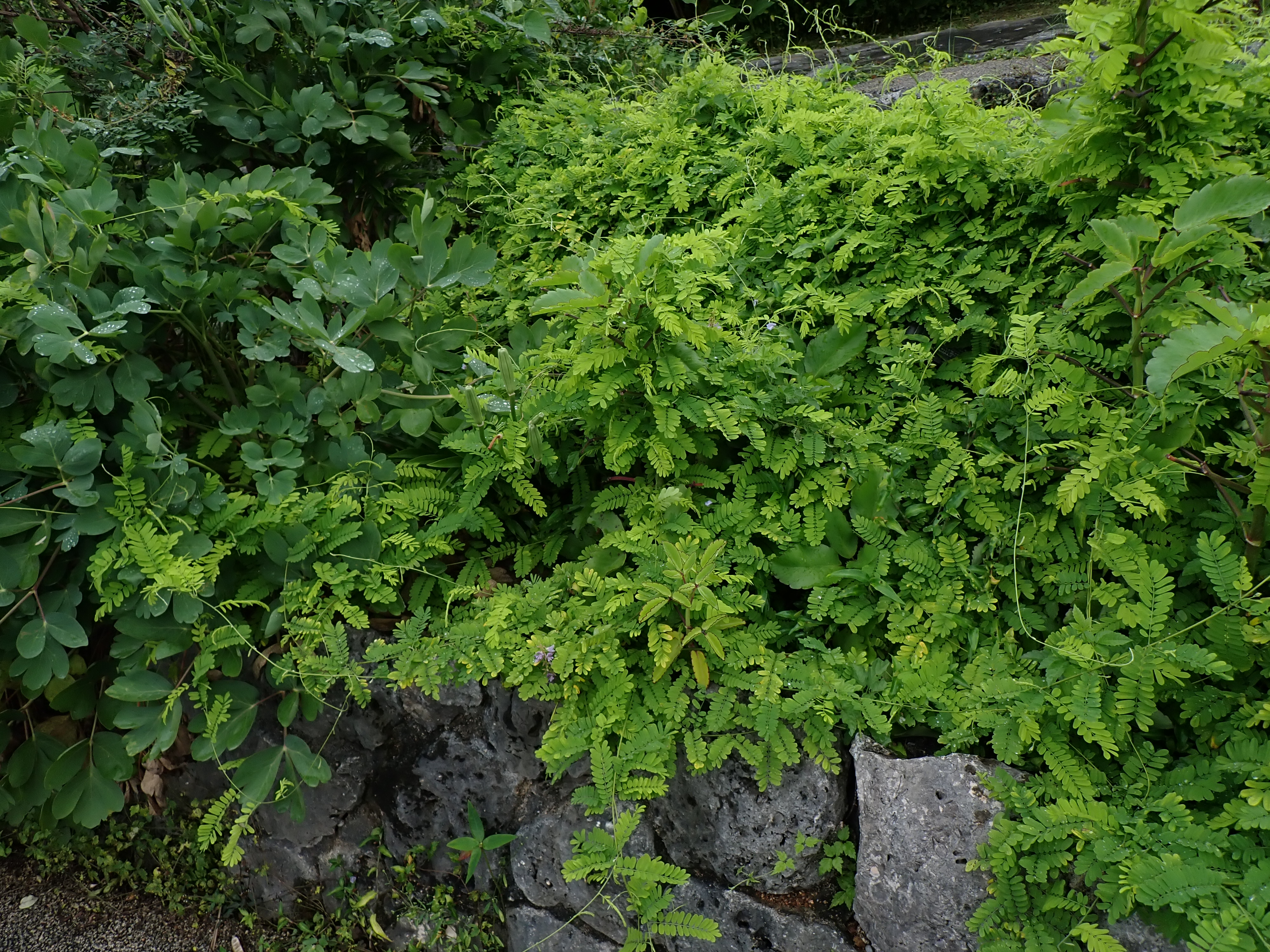
トウアズキ（熱帯・亜熱帯都市緑化植物園 植栽）